# Irtysch-Qaraghandy-Kanal
Dieser Artikel wurde auf der  Qualitätssicherungsseite des Portals Transport und Verkehr eingetragen.
Bitte hilf mit, ihn zu verbessern, und beteilige dich an der Diskussion. (+)

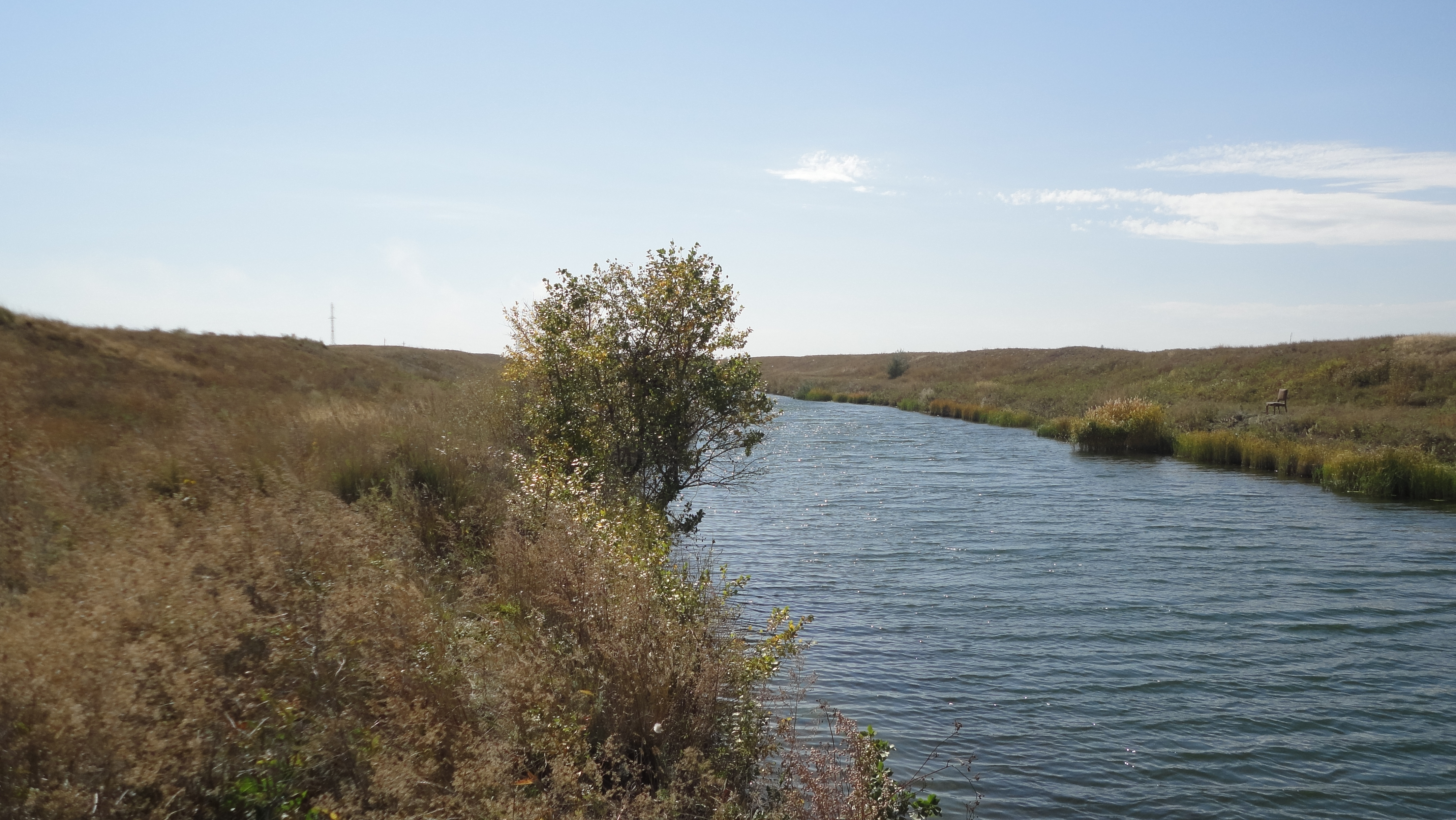
Irtysch-Qaraghandy-Kanal (2012)

Der Irtysch-Qaraghandy-Kanal (offiziell: Akademiker-Sätbajew-Kanal; russisch: Канал имени Каныша Сатпаева oder канал Иртыш-Караганда) liegt in Kasachstan und versorgt die in der Steppe gelegene Industriestadt Qaraghandy (ehemals russisch Karaganda) (ca. 400.000 Einwohner) mit Wasser. 

## Technische Daten
Der einzigartige Kanal ist 502 km lang und wird offen geführt. Vom wasserreichen Irtysch-Tal nahe Pawlodar (Kanalanfang 51° 59′ 37″ N, 76° 59′ 30″ O) bis ins trockene Qaraghandy (Kanalende 49° 58′ 22″ N, 73° 15′ 49″ O) überwindet der Kanal circa 500 m Höhenunterschied, dazu sind 22 Pumpstationen nötig. Der Kanal ist daher nicht schiffbar, er dient lediglich als überdimensionale Wasserleitung. Der Kanal ist 30–50 Meter breit und bis 7 Meter tief.
Die Bauarbeiten wurden 1962 begonnen und 1971 abgeschlossen.